# Sabulina oxypetala
Sabulina oxypetala, syn. Minuartia oxypetala — вид квіткових рослин родини гвоздикових (Caryophyllaceae).

## Біоморфологічна характеристика
Це однорічна рослина 5–15 см заввишки. Листки на краю залозисто запушені. Пелюстки гострі, трохи коротші за чашечку.

## Поширення
Румунія Україна.
В Україні вид росте на кам'янистих схилах — у Карпатах, рідко. У ЧКУ має статус «зникаючий»